# Icterus pustulatus
El turpial de fuego  (Icterus pustulatus), también conocido como turpial dorsilistado, calandria dorso rayado, bolsero dorso rayado o bolsero dorsilistado, es una especie de ave paseriforme de la familia Icteridae nativa de América Central y México. Se distinguen diez subespecies.

## Distribución y hábitat

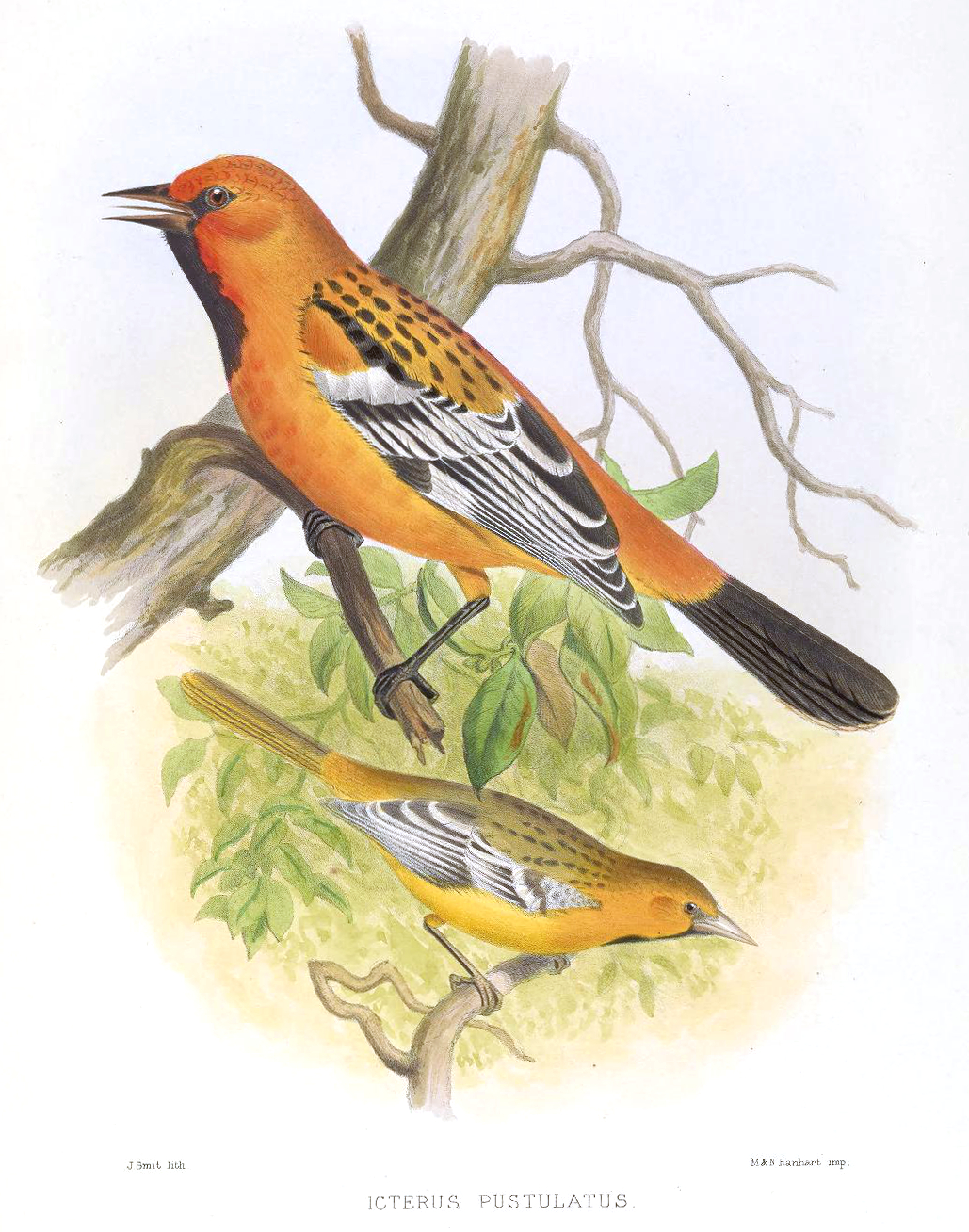
Pintura del turpial de fuego

Es nativo de Costa Rica, Nicaragua, Honduras, El Salvador, Guatemala, México y visita ocasionalmente el suroeste de los Estados Unidos. 
Su hábitat natural se compone de bosque subtropical y tropical, sabanas, praderas y matorrales. Prefiere bosques abiertos áridos, donde típicamente domina la mimosa.

## Características
El turpial de fuego es un ave de los colores naranja, blanco y negro, el color negro esta principalmente en las alas, pico, patas y cola del individuo. El pico del turpial es uno pequeño y en forma de cuña el cual le permite tener una dieta amplia y una adaptabilidad de ambientes.
Sus alas tienen un patrón de color blanco en las orillas de cada pluma remera las cuales le permite una distinción entre sus diferentes especies.

## Dieta
La dieta principal del turpial de fuego es consistida de insectos de diferentes tipos, de entre los cuales hay: saltamontes, ciempiés, grillos, orugas, hormigas y arañas de diferentes tipos.

## Apareamiento
El apareamiento es monógamo y su ciclo de apareamiento es bastante variado dependiendo de la ubicación del ave, pero principalmente se inicia a mediados de la primavera y finales de verano; el nido es usualmente una cesta colgante en un árbol de mediana altitud, este nido mide alrededor de unos 70 centímetros de largo y es de fibras vegetales de árboles cercanos.
El turpial de fuego usualmente prefiere árboles predominantes en mimosa para hacer sus nidos y prefiere árboles como las oropéndolas de Altamira y las oropéndolas de pecho manchado para hacer sus nidos.

## Subespecies
Se reconocen las siguientes subespecies, incluyendo la subespecie tipo.:
- Icterus pustulatus alticola W. Miller & Griscom, 1925
- Icterus pustulatus dickermani A. R. Phillips, 1995
- Icterus pustulatus graysonii Cassin, 1867
- Icterus pustulatus interior A. R. Phillips, 1995
- Icterus pustulatus maximus Griscom, 1930
- Icterus pustulatus microstictus Griscom, 1934
- Icterus pustulatus pustulatus (Wagler, 1829)
- Icterus pustulatus pustuloides Van Rossem, 1927
- Icterus pustulatus sclateri Cassin, 1867
- Icterus pustulatus yaegeri A. R. Phillips, 1995